# Classe Weapon
La classe Weapon è stata una classe di cacciatorpediniere antiaerei della Royal Navy britannica impostata alla fine del 1944. Queste unità entrarono in servizio nel 1947, rimanendovi fino alla fine degli anni sessanta. Più piccole della successiva classe Battle, furono i primi cacciatorpediniere britannici ad essere costruiti in base ad un progetto completamente differente da quello delle varie "Flottiglie d'emergenza" costruite a partire dallo scoppio della seconda guerra mondiale. Inizialmente venne prevista la costruzione di venti unità, delle quali solo tredici vennero impostate e solamente sette varate. La cessazione delle ostilità nel 1945 spinse ad un'ulteriore riduzione numerica, con il risultato che solamente quattro navi vennero completate. Due unità, ordinate con i nomi di Celt e Centaur come parte della precedente classe C, nota anche come "Quindicesima Flottiglia d'Emergenza" vennero rinconvertite al nuovo progetto.

## Navi
| Nome                                   | Pennant number | Costruttori                                         | Impostazione      | Varo             | Ingresso in servizio | Fato                                                      |
| -------------------------------------- | -------------- | --------------------------------------------------- | ----------------- | ---------------- | -------------------- | --------------------------------------------------------- |
| HMS Battleaxe                          | G18, poi D118  | Yarrow and Company, Scotstoun                       | 22 aprile 1944    | 12 giugno 1945   | 23 ottobre 1947      | Demolita nel 1964                                         |
| HMS Broadsword                         | G31, poi D31   | Yarrow and Company, Scotstoun                       | 20 luglio 1944    | 4 febbraio 1946  | 4 ottobre 1948       | Demolita nel 1968                                         |
| HMS Cutlass                            | G74            | Yarrow and Company, Scotstoun                       |                   | 20 marzo 1946    | Non completata       | Cancellata il 23 dicembre 1945, demolita a Troon nel 1946 |
| HMS Dagger                             | G23            | Yarrow and Company, Scotstoun                       | 7 marzo 1945      | Non varata       | Non completata       | Cancellata il 23 dicembre 1945, demolita in cantiere      |
| HMS Crossbow                           | G96, poi D96   | John I. Thornycroft and Company, Woolston           | 26 agosto 1944    | 20 dicembre 1945 | 4 marzo 1948         | Demolita nel 1972                                         |
| HMS Culverin                           | G28            | John I. Thornycroft and Company, Woolston           | 27 aprile 1944    | marzo 1946       | Non completata       | Demolita a Grays nel 1946                                 |
| HMS Howitzer                           | G44            | Thornycroft, Woolston                               | 26 febbraio 1945  | Non varata       | Non completata       | Cancellata il 5 ottobre 1945, demolita in cantiere        |
| HMS Longbow                            | G55            | Thornycroft, Woolston                               | 11 aprile 1945    | Non varata       | Non completata       | Cancellata il 25 settembre 1945, demolita in cantiere     |
| HMS Scorpion (ex-Tomahawk, ex-Centaur) | G64, poi D64   | J. Samuel White, Cowes                              | 16 dicembre 1944  | 15 agosto 1946   | 17 settembre 1947    | Demolita nel 1971                                         |
| HMS Sword (ex-Celt)                    | G85            | J. Samuel White, Cowes                              |                   | Non varata       | Non completata       | Cancellata il 5 ottobre 1945, demolita in cantiere        |
| HMS Musket                             | G85            | J. Samuel White, Cowes                              |                   | Non varata       | Non completata       | Cancellata il 5 ottobre 1945                              |
| HMS Lance (ex-Rapier)                  | Non assegnato  | J. Samuel White, Cowes                              | Non impostata     | Non varata       | Non completata       | Cancellata il 5 ottobre 1945                              |
| HMS Carronade                          | G82            | Scotts Shipbuilding & Engineering Company, Greenock |                   | Aprile 1946      | Non completata       | Cancellata il 23 dicembre 1945, demolita a Troon nel 1946 |
| HMS Claymore                           | G34            | Scotts, Greenock                                    |                   | Non varata       | Non completata       | Cancellata il 25 settembre 1945, demolita in cantiere     |
| HMS Dirk                               | G02            | Scotts, Greenock                                    | Non impostata     | Non varata       | Non completata       | Cancellata il 25 settembre 1945                           |
| HMS Grenade                            | G53            | Scotts, Greenock                                    | Non impostata     | Non varata       | Non completata       | Cancellata il 23 dicembre 1945                            |
| HMS Halberd                            | G99            | Scotts, Greenock                                    | Non impostata     | Non varata       | Non completata       | Cancellata il 23 dicembre 1945                            |
| HMS Poniard                            | G06            | Scotts, Greenock                                    | Non impostata     | Non varata       | Non completata       | Cancellata il 23 dicembre 1945                            |
| HMS Rifle                              | G21            | William Denny & Brothers, Dumbarton                 | 30 giugno 1944    | Non varata       | Non completata       | Cancellata il 27 dicembre 1945, demolita in cantiere      |
| HMS Spear                              | G30            | Denny, Dumbarton                                    | 29 settembre 1944 | Non varata       | Non completata       | Cancellata il 27 dicembre 1945, demolita in cantiere      |